# Daria (série télévisée d'animation)
 (mai 2024).
- Si vous ne connaissez pas le sujet, laissez ce bandeau (vous pouvez alors contacter les auteurs).
- Si vous supprimez le contenu mis en cause (vous pouvez préalablement contacter les auteurs),

argumentez précisément cette suppression dans la page de discussion
(un manque de référence n'est pas un argument ; une recherche réelle de référence doit avoir été effectuée, être formellement documentée).
Pour les articles homonymes, voir Daria.
Daria est une série télévisée d'animation américaine en 65 épisodes de 22 minutes et deux longs métrages, créée par Susie Lewis Lynn et Glenn Eichler (en) et diffusée entre le 3 mars 1997 et le 21 janvier 2002 sur MTV.
En France, la série est diffusée sur Canal+ à partir du 4 février 1998 puis sur MTV. Au Québec, la série est diffusée à partir du 2 septembre 1998 sur Télétoon.
Il s'agit d'une série dérivée (ou « spin-off »). À l'origine, Daria est un personnage secondaire de la série Beavis et Butt-Head. La série, qui a connu un véritable succès, fait désormais partie des archives de MTV[Quoi ?].

## Synopsis
Cette série met en scène Daria Morgendorffer, une lycéenne à l'humour sarcastique, dont la vie est vouée à la marginalisation. Elle fait figure d'antihéroïne.
Sa mère, Helen, est une avocate carriériste qui consacre plus de temps à ses affaires en cours qu'à ses enfants. Elle est le type de mère qui pense être parfaite.
Son père, Jake, traumatisé par une enfance rude, a les nerfs fragiles et manque d'adaptation au monde qui l'entoure, bien qu'il fasse des efforts pour tenter de devenir un père exemplaire et dévoué.
Sa sœur cadette, Quinn, est une jeune fille superficielle qui passe son temps avec le club de mode et les revues pour midinettes.
Daria trouve du réconfort auprès de sa meilleure amie Jane avec qui elle partage une vision du monde très proche. Jane est la fille d'un couple de hippies rescapé des années 1970.

## Personnages

### Famille Morgendorffer
- Daria Morgendorffer : Daria est une adolescente de dix-sept ans d'une nature misanthrope, asociale, particulièrement intelligente et cultivée. Elle porte des lunettes, une jupe plissée, une veste verte indéfinissable et une paire de Dr. Martens noires avec des collants, et n'est jamais maquillée ; sa voix est monocorde en diable[3]. Cette apparence, associée à son ironie cinglante et à la bande originale de la série, lui confère un côté punk. Elle se moque des apparences et défie l'opprobre de sa sœur et de ses petits congénères lycéens décérébrés par de cinglantes réparties sarcastiques qu'ils ne comprennent pas la plupart du temps. Daria adopte une approche très terre-à-terre et souvent négative du monde qui l'entoure et de la vie en général. Elle aime beaucoup la littérature.
- Quinn Morgendorffer : Âgée de quatorze ans[4], Quinn est la sœur cadette de Daria. Elle est le contraire de sa sœur, dont elle a honte, et cache à ses amis que Daria est sa sœur (jusqu'à l'épisode 506, Piqués de grève). Quinn est très superficielle et consacre toute son énergie à choisir ses tenues avec ses amies du club de mode et à jongler entre ses différents rendez-vous avec des garçons. Moins bête qu'elle ne le parait, elle est cependant le stéréotype de la frivolité dans cette série. Elle entretient une rivalité « aimable » avec Sandi Griffin, la présidente du club.
- Helen Morgendorffer : Mère de Daria et de Quinn, Helen est une avocate d'affaires carriériste qui se consacre davantage à son travail qu'à sa famille. Lorsqu'elle n'est pas au bureau, elle est fréquemment au téléphone, à négocier ses affaires en cours avec son collègue Eric Schrecter. Son indisponibilité lui est parfois reprochée. Helen a peu de contacts avec sa mère et ses sœurs, avec lesquelles elle ne s'entend pas. Ses deux sœurs font quelques apparitions dans la série.
- Jake Morgendorffer : Mari de Helen, Jake est un consultant qui accumule les erreurs professionnelles, les réponses à côté de la plaque et les fuites en avant. Il est incapable de surmonter son enfance désastreuse due à un père très autoritaire, auquel il doit d'être allé dans une école militaire stricte. En résultent aujourd'hui de nombreuses crises d'énervement, dans lesquelles il s'emporte contre son défunt père, aussitôt suivies de crises de larmes. Laissant transparaître un complexe de Peter Pan, il fuit toutes ses responsabilités d'adulte face auxquelles il se sent dépassé, telles que l'éducation de ses filles.

### Entourage
- Jane Lane : Artiste tourmentée, elle est l'unique et meilleure amie de Daria avec qui elle partage le goût pour l'ironie et la passion pour l'émission télévisée trash Triste Monde tragique. Tournée avant tout vers la peinture, il lui arrive d'élargir son champ d'activités vers la sculpture ou la vidéo. Elle a un faible pour le jogging et certains jolis garçons. Elle porte aussi une paire de Docs, et a trois piercings à l'oreille gauche, que laissent voir ses cheveux noirs.
- Trent Lane : Frère de Jane, Trent a la vingtaine. Il est le chanteur-compositeur-guitariste du groupe grunge au nom éternellement provisoire Spirale Mystik. Chômeur de son état, il prend tout avec un certain détachement et ne croit pas à la plupart des valeurs du monde du travail, telles que la ponctualité ou le respect des engagements professionnels. Il passe son temps à dormir ou à répéter avec son groupe. (Voir : Spirale Mystik).
- Thomas Sloane, Jr. dit Tom : Étudiant de classe prépa, il est le fils d'une famille influente de Lawndale mais sa mentalité se rapproche plus de celle de Daria que de celle d'un enfant gâté, il conduit une jaguar mark X déglinguée. Tom ne fait son apparition que dans le dernier épisode de la saison 3, mais devient par la suite un personnage important. Petit ami de Jane durant la saison 4, il se tournera finalement vers Daria, avec laquelle il sortira durant la saison 5.

#### Lycéens
- Brittany Taylor : Pom-pom girl blonde avec des couettes, la voix aiguë, une forte poitrine. Elle est gentille, sauf quand on touche à « son » Kevin. A parfois des réflexions intelligentes qui surprennent tout le monde.
- Kevin Thompson : Petit ami de Brittany, il est le quarterback de l'équipe de foot des Lions de Lawndale. Il ne brille pas par son intelligence, au grand désespoir de ses professeurs.
- Jodie Landon : Brillante étudiante afro-américaine et déléguée de classe, elle fait tout pour être à la hauteur et servir les autres. Elle est privée de la moindre distraction par ses parents bourgeois républicains. Elle est sensible à toute forme de discrimination sexiste ou raciale.
- Michael Jordan MacKenzie dit Mack : Initialement Mickeal James MacKenzie, il a été renommé ainsi à 12 ans après que son père a vu un match des Bulls de Chicago ; tout le monde l'appelle Mack (sauf Kevin qui l'appelle « ma vieille », ou encore Big Mac ou McDo). Petit ami de Jodie, il est le seul garçon intelligent et raisonnable du lycée.
- Charles Ruttheimer, III dit Upchuck : Lycéen rouquin chétif et obsédé qui voit la moindre lycéenne comme une proie potentielle de sa libido débridée.
- Les membres du « club de mode » :

Sandi Griffin : La présidente, est une fille jolie qui envie la popularité de Quinn et s'en venge en la rabaissant « courtoisement ».
Stacy Rowe : Adolescente effacée qui peine à s'affirmer.
Tiffany Blum-Deckler : Fille d'origine asiatique totalement égocentrique qui ponctue la plupart de ses phrases par des « Oh là là » de sa voix lente et monotone. En version originale, Tiffany ne dit pas « Oh là là », mais parle et lit avec une extrême lenteur ; les dernières syllabes de ses phrases durent parfois jusqu'à 3 secondes.
- Jamie, Jeffy et Joey : Trois inséparables beaux gosses qui passent leur temps à « ramper » autour de Quinn et à se disputer son attention.
- Andrea : Lycéenne gothique, elle fait peu d'apparitions parlantes dans la série, mais on la croise souvent parmi les figurants. Son apparence évoque celle de Siouxsie Sioux.

#### Professeurs
- Angela Li : Proviseure du lycée, d'origine asiatique. Elle est sans scrupule, tyrannise les élèves, méprise les parents et spolie les enseignants. Elle achète de nombreux équipements haute technologie dans le but à peine caché de fliquer étudiants et enseignants.
- Timothy O'Neill : Professeur de littérature extrêmement sensible, naïf et optimiste mais dénué du moindre charisme. C'est une incarnation de la gentillesse et de l'innocence, voire de la niaiserie : une antithèse de Daria. Il voue une grande admiration à celle-ci pour ses devoirs brillants. Il semblerait qu'il soit asthmatique et allergique au pollen. Il vit une passion torride mais subie avec Mme Barch.
- Anthony DeMartino : Professeur d'histoire traumatisé par le Viêt Nam et son salaire misérable, il passe son temps à houspiller ses élèves, notamment Kevin et Brittany, qu'il interroge sans cesse. Il est victime d'hypertension, et son œil droit, injecté de sang, se dilate régulièrement sous le coup de l'émotion. Il affectionne le jeu, les bûchettes de fromages frites, le hockey en salle et le paintball.
- Janet Barch : Professeure de sciences aigrie et belliqueuse, elle en veut à toute la gent masculine depuis que son mari l'a quittée pour une femme plus jeune après vingt ans de mariage. En conséquence, elle sur-note les filles et opprime les garçons, en particulier Kevin, Mack et Upchuck. Elle vit malgré tout une passion avec M. O'Neill, qui est « à la fois un homme et sensible ».
- Claire Defoe : Professeure d'arts plastiques, c'est une hippie évaporée qui porte Jane aux nues.
- Diane Bennett : Professeure d'économie replète et mal habillée, ayant une tendance à dessiner des schémas incompréhensibles.
- Mlle Morris : Professeure d'éducation physique, une harpie qui ne jure que par le sport en dénigrant toute autre activité.

## Doublage

### Voix originales
- Tracy Grandstaff : Daria Morgendorffer
- Wendy Hoopes : Quinn Morgendorffer, Helen Morgendorffer, Jane Lane
- Julian Robolledo : Jake Morgendorffer
- Alvaro J. Gonzales : Trent Lane
- Russel Hankin : Tom Sloane
- Janie Mertz : Brittany Taylor, Sandi Griffin, Andrea
- Marc Thompson : Kevin Thompson, Upchuck (saison 1), Jamie, M. O'Neill, M. DeMartino
- Jessica Cydnee Jackson : Jodie Landon
- Paul Williams : Mack (saisons 1 et 2)
- Delon Ferdinand : Mack (épisodes 105 et 111)
- Kevin Daniels : Mack (saison 3)
- Amir Williams : Mack (saisons 4 et 5)
- Geoffrey Arend : Upchuck (saisons 2 à 5)
- Jessica Zaino : Stacy Rowe
- Sarah Drew : Stacy Rowe
- Ashley Albert : Tiffany Blum-Deckler, Mme Barch
- Nora Laudani : Mlle Li
- Rita Pietropinto : Amy Barksdale

### Voix françaises
- Marjorie Frantz : Daria Morgendorffer
- Valérie Karsenti : Quinn Morgendorffer
- Anne Plumet : Helen Morgendorffer, Mlle Li
- François Dunoyer : Jake Morgendorffer, M. DeMartino
- Christèle Wurmser : Jane Lane
- Pierre-François Pistorio : Trent Lane, Upchuck, M. O'Neill
- Arnaud Bédouet : Tom Sloane, Mack
- Marie-Christine Robert : Brittany Taylor, Stacy Rowe
- Tanguy Goasdoue : Kevin Thompson, Tom Sloane (épisode 313)
- Vanina Pradier : Jodie Landon, Sandi Griffin
- Françoise Vallon : Tiffany Blum-Deckler, Amy Barksdale (épisode 510)
- Annie le Youdec : Mme Barch, Amy Barksdale (épisodes 212 et 301)

La version française est effectuée chez Alter Ego sous la direction de Françoise Vallon qui double certains personnages. Les adaptateurs se sont succédé. Claude Lombard a dirigé et adapté les parties chantées de l'épisode sept de la troisième saison, Daria !.

## Diffusion
Aux États-Unis, la série est diffusée sur MTV entre le 3 mars 1997 et le 21 janvier 2002.
En France, elle est diffusée sur Canal+ à partir du 4 février 1998 puis sur MTV. Elle est rediffusée depuis le 2 janvier 2022 sur Comedy Central. En 2025, le groupe public France Télévisions diffuse les deux premières saisons sur sa plateforme de vidéo à la demande France TV, ainsi que sur la chaîne YouTube francetv slash / studio au rythme d'un épisode tous les dimanches à partir du 12 janvier 2025.
Au Québec, elle est diffusée à partir du 2 septembre 1998 sur Télétoon.

## Épisodes
La série est composée de soixante-cinq épisodes de vingt-deux minutes, répartis en cinq saisons de treize épisodes. À cela, s'ajoute un long métrage de soixante-douze minutes, Vivement la rentrée, entre les saisons quatre et cinq et un autre de soixante-six minutes, Adieu le lycée, après la cinquième saison. Enfin, il existe un épisode pilote de cinq minutes, tourné à partir de storyboards noir et blanc et jamais diffusé.
Le dernier épisode, Adieu le lycée, est diffusé le 21 janvier 2002 sur MTV.

## Caractéristiques de la série

### Bande musicale
Le générique de début est un thème musical interprété par le groupe Splendora, « You're Standing On My Neck », pour l'ensemble des soixante-cinq épisodes. Splendora interprète aussi « Turn Down The Sun » pour « Vivement la rentrée » et « College Try (Gives me Blisters) » pour « Adieu le lycée ». Lors de la première diffusion, le générique de fin de l'épisode 105 (Piège commercial) et de tous les épisodes à partir du 108 (Les Délices du baby-sitting) offrait une sélection de chansons représentatives de cette époque. Il en était de même avec les nombreux extraits musicaux servant de bande son aux épisodes. Mais MTV ne possédait les droits musicaux que dans le cadre d'une diffusion télévisée et non d'une édition vidéo. Ainsi, la plupart des chansons des épisodes ont été remplacées par d'autres morceaux pour l'édition DVD de la série et c'est une version musicale de You're Standing On My Neck qui remplace les chansons des génériques de fin.

### Spirale Mystik
Spirale Mystik (Mystik Spiral en VO) est le groupe de musique grunge dont Trent est chanteur-compositeur et guitariste. Il est composé de trois autres membres. Jesse Moreno apparait dès la première saison ; il est également guitariste. Dès la deuxième saison, le groupe est au complet avec Nicholas Campbell, dit Nico, le bassiste et Max Tyler, le batteur au crane rasé. Il se définit lui et le groupe comme rebelles. Ensemble, ils participent à de petits concerts, bien souvent pour des pubs, des bals de lycée ou des anniversaires. La plupart du temps, ils sont en répétition dans le garage des parents de Trent. Parmi leurs artistes de référence, sources de leur inspiration, on trouve entre autres The Doors, Nirvana ou encore Frank Zappa.
Voici un tour d'horizon des chansons interprétées par le groupe durant la série :
- L'ange noir venu du froid (Icebox Woman) - Jouée durant une séance de répétition dans l'épisode 111 (Sur la route de Palooza).
- Oh ! ma face (Ow! My Face) - Jouée durant un concert dans l'épisode 209 (Rouge tomate).
- Petite sœur (Little Sister) - Jouée pour l'anniversaire de Jane, durant un concert dans l'épisode 212 (Les joies du piercing).
- Je bosse au chemin de fer (libre interprétation de I've Been Working on the Railroad (en)) - Joué à l'anniversaire de la fille du shérif de Fremont. Ils sont accompagnés au chant d'un ex-détenu nommé Stan.
- Monsieur Normal (Mister Normal) - Jouée durant un concert dans l'épisode 313 (Multimédia, multirisques).
- Chienne de vie (Every Dog Has Its Day) - Jouée lors de la soirée de Brittany dans l'épisode 411 (Un ange passe).
- Je serai là (Freaking Friends) - Jouée en hommage à l'amitié de Daria et Jane, durant un concert à la fin de Vivement la rentrée.

### Triste Monde tragique
Triste Monde tragique (« Sick, Sad World » en VO) est une émission de télévision à sensations proposant des reportages de piètre qualité sur des sujets étonnants et souvent farfelus ou grotesques (contenu de type télé poubelle). Très présente dans la série, cette émission est le divertissement télévisuel préféré de Daria et de Jane. Elle revient fréquemment sous la forme de courtes bandes-annonces des reportages à venir. Une voix off annonce le sujet sur des images représentatives, le tout accompagné d'un fond sonore composé d'une seule note répétée de manière angoissante. Plus rarement, l'émission est parfois présente sous forme d'extraits où la voix off est remplacée par une présentatrice sur le terrain.

### Générique de fin
Le générique de fin permet de voir différentes représentations des personnages dans des costumes aussi divers qu'improbables. Il en existe en tout plus de deux-cents, et cela va d'une Daria habillée en pom-pom girl à un Trent grimé en Daria, en passant par une Quinn « Hello Kitty ».

## Produits dérivés
La majorité de ces produits n'est sortie qu'aux États-Unis ou en langue anglaise.

### DVD et VHS
L'intégralité de la série, soit les cinq saisons et les deux films, est sortie en DVD vidéo le 11 mai 2010 aux États-Unis,.
La sortie en DVD de la série a longtemps été incertaine à cause des droits des nombreuses chansons utilisées dans les épisodes ; droits dont MTV ne jouissait que pour la diffusion télévisée, mais pas pour une diffusion sur support vidéo. Quelques exceptions eurent lieu cependant, avec la sortie d'une poignée d'épisodes au format VHS et l'édition des deux longs métrages en DVD. Une pétition en ligne avait été créée pour soutenir une sortie de la série complète en DVD. Appelé « DVDaria », le site proposait aussi une pétition pour une sortie en français,.
Sur l'édition de l'intégrale en DVD de 2010, de nombreux morceaux ont été remplacés pour contourner le problème. Aucune édition vidéo en langue française n'est disponible.

### Livres
Deux livres ont été édités en 1998, aux États-Unis. Le premier, The Daria Diaries, écrit par Anne D. Bernstein, est sorti en janvier chez MTV Books. Il propose, entre autres, un plan de Lawndale et des informations sur le déménagement des Morgendorffer depuis Highland (référence à Beavis et Butt-Head (Beavis and Butt-Head)). Le deuxième, The Daria Database, écrit par Peggy Nicoll, est sorti en octobre de la même année chez Pocket Books. Il propose notamment des portraits détaillés de nombreux personnages principaux et secondaires, agrémentés d'informations absentes dans la série. Anne D. Bernstein et Peggy Nicoll ont toutes deux travaillé comme scénaristes sur la série,.

### Rebootetspin-off
Le 21 juin 2018, MTV annonce un « Reboot » de la série, sous le titre Daria and Jodie,. Aucune date de diffusion n'est communiquée. Cette nouvelle série d'animation devait être diffusée sur des sites de vidéo à la demande.
Un an plus tard, en juin 2019, la nouvelle série est finalement annoncée comme une série dérivée (spin-off), intitulée simplement Jodie et centrée sur le personnage de Jodie Landon. Cette série était espérée pour 2020, selon le président de MTV.
En juin 2020, la série passe à Comedy Central, puis en mai 2022, le format est changé pour un film d'animation, et ajoute entre autres Pamela Adlon, William Jackson Harper et Kal Penn à la distribution vocale.

### Autres
Il existe deux jeux vidéo disponibles sur Mac et Windows. Daria's Sick, Sad Life Planner (en) est sorti en 1999. Daria's Inferno (en) est sorti en 2000. Tous deux sont édités par la société Pearson Software.
Depuis 2010, la voix de Daria peut également servir de guide, grâce à un enregistrement audio pour les appareils de GPS des marques Garmin et TomTom.

## Analyse et commentaires
La série Daria est présentée comme « written by former wedgie-deserving misfits who now had the opportunity to take revenge on their erstwhile tormenters » (« écrite par d'anciens tocards du collège, victimes désignées pour toutes les mauvaises blagues, ayant désormais l'opportunité de se venger de leurs anciens persécuteurs »). À l'inverse des représentations sociales en vigueur, les élèves populaires, en particulier Kevin le quaterback, Brittany la meneuse de claque ou la « mignonne » Quinn, sont décrits comme sans cervelle, et sont paradoxalement victimes des sarcasmes des habituels « mis de côté ». Toutefois, au fil des saisons, le rôle de Quinn évolue de la donzelle écervelée à la jeune fille sachant tirer parti également de ses capacités intellectuelles. Inversement, le positionnement très critique de Daria la fait progressivement se confronter avec la crainte d'être réellement rejetée et esseulée, après avoir tout fait pour se retirer de toute société.
Le personnage de Daria Morgendorffer est né de la volonté de la présidente de MTV, Judy McGrath, qui souhaitait qu'apparaisse au moins un personnage féminin intelligent dans la série Bevis et Butt-Head. Elle est créée par Glenn Eichler (en), alors auteur pour l'émission satirique The Colbert Report, et Tracy Grandstaff lui donne sa voix monocorde. Daria est considérée comme une icône féministe des années 1990, et permettrait à la série de passer le test de Bechdel haut la main. Daria est également reconnue comme l'une des premières productions athées.
Daria est considérée comme ayant intégré la thématique du féminisme intersectionnel, au travers du personnage de Jodie. Cette thématique, qui traite des femmes subissant simultanément plusieurs formes de domination ou de discrimination, dont le sexisme, met en avant les éléments montrant que ce cumul n'est pas la simple addition des parties, mais tend à former une oppression spécifique.
Daria met en scène de nombreux personnages féminins, dont certaines (Daria bien sûr, mais aussi Jane, Jodie) sont rebelles aux stéréotypes féminins, et d'autres (Quinn et le club de mode, Brittany) donnent en plein dedans. Mais si Daria et Jodie sont proches dans leur opposition aux stéréotypes, la série met en évidence que ces deux jeunes filles ne peuvent se comporter de la même manière, de par leur origine ethnique perçue. Si Daria, blanche, s'oppose à un système de valeurs en le rejetant en bloc, étant considérée pour cela comme asociale et désagréable, Jodie, Afro-Américaine, est quant à elle contrainte d'être irréprochable dans ses relations sociales tout en rejetant intérieurement ce cadre social qui lui est imposé. Elle sait même en jouer, comme lorsqu'elle est consciente que son élection chaque année au titre de reine du collège avec son petit ami Mack n'est sans doute due qu'à la directrice Mlle Li qui souhaite que le collège paraisse « ouvert à la diversité ».